# Telkom Indonesia
Telkom Indonesia est une entreprise de télécommunications indonésienne dont le siège social est situé à Bandung. Elle appartient partiellement à l'état indonésien, depuis sa privatisation partielle de 1995.
Sa principale filiale, spécialisée dans la téléphonie mobile, est Telkomsel (en). 
Elle est cotée à l'Indonesia Stock Exchange (TLKM), au New York Stock Exchange (TLK) et à la Bourse de Londres (TKID).
Depuis 2019, ses abonnés Fibre et ADSL peuvent souscrire à Gameqoo, un service développé par Gamestream et accéder ainsi à plus de 150 jeux vidéo.